# Superpuchar Czech w piłce siatkowej mężczyzn (2022)
Superpuchar Czech w piłce siatkowej mężczyzn 2022 – druga edycja rozgrywek o Superpuchar Czech zorganizowana przez Czeski Związek Piłki Siatkowej (Český volejbalový svaz, ČVS). Mecz rozegrany został 19 września 2022 roku w hali sportowej Na Střelnici (sportovní hala Na Střelnici) w Svitavach. Wzięły w nim udział dwa kluby: mistrz Czech w sezonie 2021/2022 – VK ČEZ Karlovarsko oraz zdobywca Pucharu Czech w tym sezonie – VK Jihostroj České Budějovice.
Po raz drugi Superpuchar Czech zdobył VK ČEZ Karlovarsko. MVP spotkania wybrany został Estończyk Martti Juhkami.

## Drużyny uczestniczące
| Drużyna                       | Osiągnięcia w sezonie 2021/2022 |
| ----------------------------- | ------------------------------- |
| VK ČEZ Karlovarsko            | mistrzostwo Czech               |
| VK Jihostroj České Budějovice | zdobycie Pucharu Czech          |

## Mecz
Poniedziałek, 19 września 2022 – 19:45 (UTC+02:00) • Sportovní hala Na Střelnici, Svitavy
Widzów: 750
Czas trwania meczu: 95 minut
Sędziowie: Dušan Rychlík i Zdeněk Grabovský
| VK ČEZ Karlovarsko | 3:0                          | VK Jihostroj České Budějovice              |
| Kewin Sasak 17 pkt | (25:17, 25:20, 25:21) raport | Martin Licek 11 pkt Stijn van Schie 11 pkt |

| Poz.                 | Nr | Zawodnik        | 1        | 2          | 3           | 4 | 5 | Pkt |
| -------------------- | -- | --------------- | -------- | ---------- | ----------- | - | - | --- |
| Ś                    | 1  | James Weir      | 5 dwa    | 5 dwa      | 5 dwa       |   |   | 4   |
| Ś                    | 5  | Adam Zajíček    | 8 pięć   | 8 pięć     | 8 pięć      |   |   | 7   |
| P                    | 6  | Martti Juhkami  | 7 cztery | 7 cztery   | 7 cztery    |   |   | 15  |
| R                    | 8  | Wessel Keemink  | 6 trzy   | 6 trzy     | 6 trzy      |   |   |     |
| A                    | 9  | Kewin Sasak     | 9 sześć  | 9 sześć    | 9 sześć     |   |   | 17  |
| P                    | 15 | Jakub Ihnát     | 4 jeden  | 4 jeden    | 4 jeden     |   |   | 5   |
| L                    | 3  | Daniel Pfeffer  | L        | L          | L           |   |   |     |
| Zmiany               |    |                 |          |            |             |   |   |     |
| A                    | 4  | Patrik Lamanec  |          | 17 zmiana8 | 17 zmiana8  |   |   | 1   |
| R                    | 11 | Jan Kasan       |          | 18 zmiana9 | 18 zmiana9  |   |   |     |
| P                    | 13 | Łukasz Wiese    |          |            | 24 zmiana15 |   |   | 3   |
| Nie weszli na boisko |    |                 |          |            |             |   |   |     |
| P                    | 2  | Petr Koubek     |          |            |             |   |   |     |
| Ś                    | 14 | Vojtěch Patočka |          |            |             |   |   |     |
| Trener               |    |                 |          |            |             |   |   |     |
| Jiří Novák           |    |                 |          |            |             |   |   |     |

| Poz.                 | Nr | Zawodnik        | 1           | 2           | 3           | 4 | 5 | Pkt |
| -------------------- | -- | --------------- | ----------- | ----------- | ----------- | - | - | --- |
| A                    | 1  | Stijn van Schie | 4 jeden     | 7 cztery    | 6 trzy      |   |   | 11  |
| P                    | 8  | Martin Licek    | 8 pięć      | 5 dwa       | 4 jeden     |   |   | 11  |
| P                    | 10 | Filip Stoilović | 5 dwa       | 8 pięć      | 7 cztery    |   |   | 7   |
| R                    | 14 | Matías Giraudo  | 7 cztery    | 4 jeden     | 9 sześć     |   |   |     |
| Ś                    | 15 | Josef Polák     | 9 sześć     | 6 trzy      | 5 dwa       |   |   | 2   |
| Ś                    | 22 | Oliver Sedláček | 6 trzy      | 9 sześć     | 8 pięć      |   |   | 5   |
| L                    | 17 | Michael Kovařík | L           | L           | L           |   |   |     |
| Zmiany               |    |                 |             |             |             |   |   |     |
| P                    | 7  | Petr Michálek   |             | 19 zmiana10 |             |   |   | 1   |
| R                    | 9  | Ondřej Piskáček | 10 zmiana1  |             | 10 zmiana1  |   |   |     |
| A                    | 18 | Michal Kriško   | 23 zmiana14 |             | 23 zmiana14 |   |   | 1   |
| Nie weszli na boisko |    |                 |             |             |             |   |   |     |
| Ś                    | 4  | Ondřej Zelenka  |             |             |             |   |   |     |
| Ś                    | 13 | Peter Ondrovič  |             |             |             |   |   |     |
| Trener               |    |                 |             |             |             |   |   |     |
| René Dvořák          |    |                 |             |             |             |   |   |     |

## Statystyki meczowe
| KAR | STATYSTYKI        | ČBU |
| 75  | MAŁE PUNKTY       | 58  |
| 38  | ATAK              | 34  |
| 11  | BLOK              | 3   |
| 3   | SERWIS            | 1   |
| 23  | BŁĘDY PRZECIWNIKA | 20  |

## Ustawienie wyjściowe drużyn
| Ihnát Weir Keemink Juhkami Zajíček Sasak Pfeffer van Schie Stoilović Sedláček Giraudo Licek Polák Kovařík |